# Aygehovit
Aygehovit är en ort i Armenien. Den ligger i provinsen Tavusj, i den norra delen av landet, 110 kilometer nordost om huvudstaden Jerevan. Aygehovit ligger 697 meter över havet och antalet invånare är 2 888.
Terrängen runt Aygehovit är huvudsakligen kuperad, men åt sydväst är den bergig. Närmaste större samhälle är Idzjevan, 14,1 kilometer sydväst om Aygehovit. 
Omgivningarna runt Aygehovit är en mosaik av jordbruksmark och naturlig växtlighet. Runt Aygehovit är det ganska tätbefolkat, med 58 invånare per kvadratkilometer.